# کلبه عمو تام (فیلم ۱۹۱۸)
کلبه عمو تام (انگلیسی: Uncle Tom's Cabin) فیلمی است که در سال ۱۹۱۸ منتشر شد. از بازیگران آن می‌توان به مارگریت کلارک، سم هاردی، چستر کانکلین و والتر پی. لوئیس اشاره کرد.